# Marie Wollmann
Marie Wollmann (* 1829 in Stettin; † 19. Juni 1908 in Halle (Saale)) war eine deutsche Kindergärtnerin und Erzieherin in Halle an der Saale. 1863 gründete sie dort den ersten Kindergarten auf der Grundlage der Erziehungsmethode nach Friedrich Fröbel.

## Leben und Wirken
Wollmann war die Tochter des Kanzleirats Karl Wollmann (1792–1878) und Amalie Wollmann, geb. Wilke (1798–1861). Sie absolvierte in Berlin einen Kindergärtnerinnen-Kurs, den sie am 1. April 1863 abschloss und besuchte zudem von Oktober 1862 bis April 1863 einen weiteren Kurs des Frauenvereins zur Beförderung der Fröbelschen Kindergärten und war eine Schülerin von Amalie Krüger. Laut Halleschem Adressbuch von 1866 wohnte sie gemeinsam mit ihrem Vater und ihrer Schwester, der Lehrerin bzw. Erzieherin Henriette Emma Wollmann (1830–1879), in der Sophienstraße 5 (heute Adam-Kuckhoff-Straße).
Um die Mitte des 19. Jahrhunderts war ein Bedarf nach Kinderbetreuung entstanden, da immer mehr Frauen einer Beschäftigung nachgingen, um einen Beitrag zum Familieneinkommen zu leisten (z. B. in Fabriken oder Haushalten). Friedrich Fröbel bemühte sich bereits in den 1840er Jahren, auch in Halle eine Umsetzung seiner pädagogischen Konzepte im Rahmen der Gründung von Kindergärten zu erreichen. Preußische Verbote verhinderten dies jedoch bis zum Jahr 1860.
Wollmann gründete am 24. April 1863 den ersten nach der Pädagogik Fröbels arbeitenden Kindergarten in Halle. Am 1. Mai 1863 wurde ihr Kindergarten für 2- bis 7-jährige Kinder nach Fröbels Erziehungsmethode im Hause Martinsberg Nr. 5 (Parterre) eröffnet. Ein Stundenplan ihres Unterrichts, der zwischen 8 und 12 Uhr stattfand, blieb erhalten. Zunächst fand ein Freispiel unter Aufsicht statt. Im Anschluss daran folgten Morgengebet und Gesang sowie das Auswendiglernen und Singen von Kinderliedern, Erzählen von Kindergedichten oder Denk- und Sprachübungen mit Anschauungsunterricht. Nach einer Frühstückspause dann Turnen und Bewegungsspiele bzw. Ballspiele und von 11 bis 12 Uhr – je nach Alter und Fähigkeiten der Kinder – Beschäftigung mit Fröbels Spiel- und Beschäftigungsmitteln (u. a. Bauen, Legen mit Täfelchen und Stäbchen, Falten, Flechten, Ausschneiden, Tonformen).
Der Hallesche Magistrat vermietete ihr 1871 das Petersberger Schulhaus zur Einrichtung eines Kindergartens. 1870 hatte ihre Schwester Emma in der Taubengasse 7/8 ebenfalls einen Kindergarten gegründet, der bis 1878 bestand. Marie Wollmanns Kindergarten zog im Laufe der Jahre mehrfach um. Im Jahr 1873 an die Alte Promenade 10 und 1878 in die Sophienstraße. Zuletzt befand sich der Kindergarten in der Fritz-Reuter-Straße und im Mühlweg.
1885 wurde Wollmann durch die Stadt gemeinsam mit einigen Ärzten und Lina Sellheim  mit der Überprüfung der unterdessen neu in der Stadt gegründeten Kindergärten beauftragt.
Wollmann führte ihre Einrichtung 31 Jahre lang bis 1894 und zog sich dann von ihrer Tätigkeit zurück, war jedoch noch als Privatlehrerin tätig. Ihren Lebensabend verbrachte sie im  Riebeck-Stift in Halle, wo sie 1908 verstarb.